# XK-90
XK-90是一种含氮有机化合物，化学式C9H10N2O3，带有苯肼基团，是一些鏈黴菌屬物种中提取的化合物，有抗生素活性。
它和硫酸二甲酯反应，可以得到N,N',O-三甲基XK-90。